# Tsurikomi goshi
Tsurikomi Goshi (釣込腰), é um dos 40 nage waza originais de Judo como desenvolvido por Jigoro Kano. Pertence ao segundo grupo, Dai nikyo, da lista de projeções tradicionais, Gokyo (no waza), de Judo Kodokan. Também faz parte das atuais 67 Projeções de Kodokan Judo. É classificado como uma técnica de anca, Koshi waza. Tsurikomi Goshi também é uma das 20 técnicas na lista de Nage No Te de Danzan Ryu.

## Descrição da técnica
Gráficode http://www.judoinfo.com/techdraw.htm
Vídeos:
Demonstrado de http://www.judoinfo.com/gokyo1.htm
Torneio de http://judoinfo.com/video8.htm

## Sistemas incluídos
Sistemas:
- Judo Kodokan, Listas de Judo
- Danzan Ryu, Lista de técnicas danzan-ryū

Listas:
- Técnicas do judo

## Técnicas semelhantes, variantes, e pseudónimos
Pseudónimos em inglês:
- Sleeve tip throw: projeção de ponta da manga
- Lifting and pulling hip throw: projeção de anca levantar e puxar